# Straight Outta Lynwood
Straight Outta Lynwood és el dotzè àlbum de "Weird Al" Yankovic. Als EUA sortí al mercat el 26 de setembre del 2006 per Volcano Records. A Europa només s'ha posat a la venda a Alemanya i al Regne Unit.
L'àlbum fou llençat com un DualDisc, amb una banda DVD que inclou so envolvent digital 5.1, versions instrumentals de totes les cançons, un documental de nou minuts, sis vídeos animats, i un llibret de 24 pàgines a tot color.
Straight Outta Lynwood s'ha convertit en el disc més reeixit de Yankovic als EUA.
El disc inclou les següents cançons:
- White & Nerdy
- Pancreas
- Canadian Idiot
- I'll Sue Ya
- Polkarama!
- Virus Alert
- Confessions Part III
- Weasel Stomping Day
- Close But No Cigar
- Do I Creep You Out
- Trapped In The Drive-Thru
- Don't Download This Song